# Kick Smit
Johannes Chrishostomos Smit, noto come Kick Smit (Bloemendaal, 3 novembre 1911 – Haarlem, 1º luglio 1974), è stato un calciatore olandese, di ruolo attaccante.

## Palmarès

### Giocatore

#### Competizioni nazionali
- Campionato olandese: 1

Haarlem: 1945-1946